# Marco Sabino
Marco Sabino (Belo Horizonte, 1953) é um estilista brasileiro, escritor e estudioso da história da Moda.

## Biografia
Nasceu em Minas Gerais e aos 3 anos de idade mudou-se para o Rio de Janeiro. Começou a se interessar por moda e estilo ainda na juventude, e já produzia uma linha de bijuterias enquanto cursava a faculdade de medicina na UFRJ. Formou-se em 1977 e no ano seguinte assumiu o cargo de diretor médico do laboratório dinamarquês Novo Industri – mas pouco tempo depois trocou de profissão para dedicar-se exclusivamente à carreira de estilista, lançando sua própria grife de bijuterias e acessórios em 1980.
Inicialmente vendeu para as butiques Sonia & Bernardo, Prestige, Flávia, Quorum e American Denim no Rio de Janeiro, Tutti Quanti em Santos, Paraphernalia, Snupy e New York em São Paulo e Reminiscence em Paris. Posteriormente tornou-se fornecedor por atacado para diversas butiques brasileiras e assinou a primeira linha de bijuterias da Fiorucci. Depois que suas peças foram fotografadas para um editorial do caderno Ela do jornal O Globo e foram usadas na novela Brilhante, da Rede Globo, Marco Sabino inaugurou um showroom em Ipanema, onde posteriormente manteve uma loja entre 1986 e 1999 – ano em que foi morar em Paris e diplomou-se no curso de moda do Institut Parisien de la Langue et Civilisation Française.
Foi em Paris também que Marco Sabino manteve seus principais pontos-de-venda fora do Brasil: em 1991 o estilista teve um showroom na Bastille, em 2001 e 2005 vendeu para a Galeries Lafayette e em 2006 e 2007 foi representado por Robert Dodd em um showroom na Place des Vosges. Durante o período em que manteve sua loja no Rio de Janeiro, além de participar das Semanas de Moda cariocas promovidas pelo Linifício Leslie/Helena Rubinstein e pelo BarraShopping (atual Fashion Rio), Marco Sabino foi também colaborador das revistas Claudia Moda, Vogue, Elle, Desfile, Around e The Voice, e dos jornais O Globo e Jornal do Brasil – publicações para as quais escreveu diversos artigos sobre moda e comportamento e cobriu desfiles internacionais.
Um dos momentos mais marcantes em sua carreira aconteceu em 1992, quando foi convidado pela revista Elle a participar do editorial “Pé de Chinelo”. Para vencer o desafio proposto de customizar sandálias Havaianas tornando-as objeto de desejo fashion, Marco Sabino inverteu a sola da sandália, deixando-a monocromática e criando um modismo que perdura até os dias de hoje.
Em 1994, recebeu o Prêmio Rio Sul de Moda na categoria bijuterias e,em 1996, a convite da Grendene, Marco Sabino criou o "Rider Copacabana" e o "Rider Joaninha".
Marco Sabino é também o autor do Dicionário da Moda. Lançado pela editora Campus/Elsevier em dezembro de 2006 e atualmente em sua segunda tiragem de 3.000 exemplares, o Dicionário da Moda é a primeira e mais completa obra brasileira do gênero. Com 672 páginas contendo cerca de 600 ilustrações e 1.400 verbetes, o Dicionário da Moda é fruto de 3 anos de um minucioso trabalho de pesquisa que “começa na folhinha de parreira de Adão e Eva e vai até as coleções de verão de 2007", segundo conta o próprio autor.
Um dos pioneiros da informação de moda na Internet do Brasil¹, foi responsável pela revisão técnica da tradução do livro Deluxe – como o luxo perdeu seu brilho, de Dana Thomas. Em 2009, Marco Sabino foi o curador da exposição "O perfume francês – A história do perfume através dos séculos”, promovida pelo Shopping Leblon em comemoração ao ano França-Brasil.
Marco Sabino lançou seu segundo livro, "HISTÓRIA DA MODA" pela Havana, selo editorial do grupo ELS2, com o patrocínio da Editora Campus/Elsevier em agosto de 2011. Em suas 416 páginas, o livro apresenta mais de 450 ilustrações, fotos e depoimentos sobre o assunto, um verdadeiro tratado que se inicia com considerações a respeito do comportamento humano e contem capítulos que vão desde a Pré-História até os tempos atuais, sendo que os séculos XX e XXI são apresentados por décadas.
O Brasil, desde o descobrimento passando pela Colônia e Reino, ganhou um capítulo especial e boa parte da história e da cena de moda em nosso País está inserida em todos os capítulos do século XIX até 2011.
Na contra-capa do livro, o comentário é de William Stoddart, diretor de arte da Madame Figaro que há anos acompanha o trabalho do autor brasileiro Marco Sabino. Além dele, a jornalista de moda da TV Globo, Regina Martelli, e Patrícia Veiga, coordenadora do caderno Ela, do Jornal O Globo, também apresentam o novo livro.